# Знахар (Шевченко, олівець, туш)
Знахар — ілюстрація Тараса Шевченка до однойменного твору Г. Ф. Квітки-Основ'яненка. Папір, олівець, туш, перо, пензель. Розмір 21,4 × 15,9. Санкт-Петербург, 1841 рік. Зліва внизу чорнилом підпис автора: Т. Шевченко. На звороті рисунок «Біля хворого».
К. Широцький вказує, що в Музеї української старовини В. В. Тарновського знаходились підготовчі ескізи до цієї ілюстрації. Але в каталозі цього музею, крім даного рисунка, ніякі підготовчі ескізи не зареєстровані.
Ілюстрацію до нарису «Знахар» Шевченко виконав за проханням самого Квітки-Основ'яненка, який, побачивши зарисовки Шевченка на одному з листів до нього, в листі до Шевченка від 22 березня 1841 року писав:

«Олександр Павлович Башуцькийдрукує дуже мудру книжку. Там будуть усякії народи: і школярі, і купці, і ковалі, і усякі. Я зписав нашого знахаря. І як треба до нього картинки, то я ваших вирізав та й послав йому, бо на виду він настояще так дивиться, як треба знахарю, що обдурює народ і мошеннича; та й вона дивиться на нього теж лукаво. Припадають вони обидва до моєї казки, тільки не знаю, щоб хто йому обділав як треба їх по-нашому, так я й указав на вас і прохав його сеє письмо відіслати до вас. Коли проситиме вас об сім, то будьте ласкаві, учешіть наших так, щоб пальці знати було, щоб наші на славу пішли; як знаєте, так з ним і зкомпонуйте…».

Датується часом видачі цензурного дозволу на друкування збірника «Наши, списанные с натуры русскими».
Зберігається в Національному музеї Тараса Шевченка. Попередні місця збереження: Музей української старовини В. В. Тарновського в Чернігові, Чернігівський обласний історичний музей, Галерея картин Т. Г. Шевченка.